# Per Brandtmar
Per Carl William Brandtmar (født 18. juli 1918 i Kina, død 18. december 1992 på Amager) var en dansk fodboldspiller, som har spillet en landskamp for Danmark. 
I sin eneste landkamp spillede Brandtmar mod Sverige 1931 i Råsunda i Stockholm i en kamp som sluttede 2-2.
I sin klubkarriere spillede Brandtmar som back/fløjhalf i Hellerup IK og kom sammen med sin storebror Henning til B.93 i 1940, hvor han frem til 1949 spillede 122 kampe og scorede to mål.
28. april 1945 blev han anholdt af det tyske politi i København.